# NGC 4114
NGC 4114 is een balkspiraalstelsel in het sterrenbeeld Raaf. Het hemelobject werd op 27 maart 1786 ontdekt door de Duits-Britse astronoom William Herschel.

## Synoniemen
- MCG -2-31-18
- NPM1G -13.0366
- PGC 38460